# Слон, Вивиан
Вивиан Слон — археогенетик из Института эволюционной антропологии Макса Планка. Она установила, что у девочки-подростка, родившейся 90 000 лет назад, родители были и неандертальцами, и денисовцами. В 2018 году она вошла в список 10 людей года по версии журнала Nature.

## Ранняя жизнь и образование
Слон окончила докторантуру в Институте эволюционной антропологии Макса Планка. Она выиграла премию Дэна Дэвида 2017 года. Работала на медицинском факультете Саклера Тель-Авивского университета над самыми ранними окаменелостями человека за пределами Африки. Она изучала череп Кафзех-9 из пещеры Кафзех, обращая внимание на аномалии развития.

## Исследования и карьера

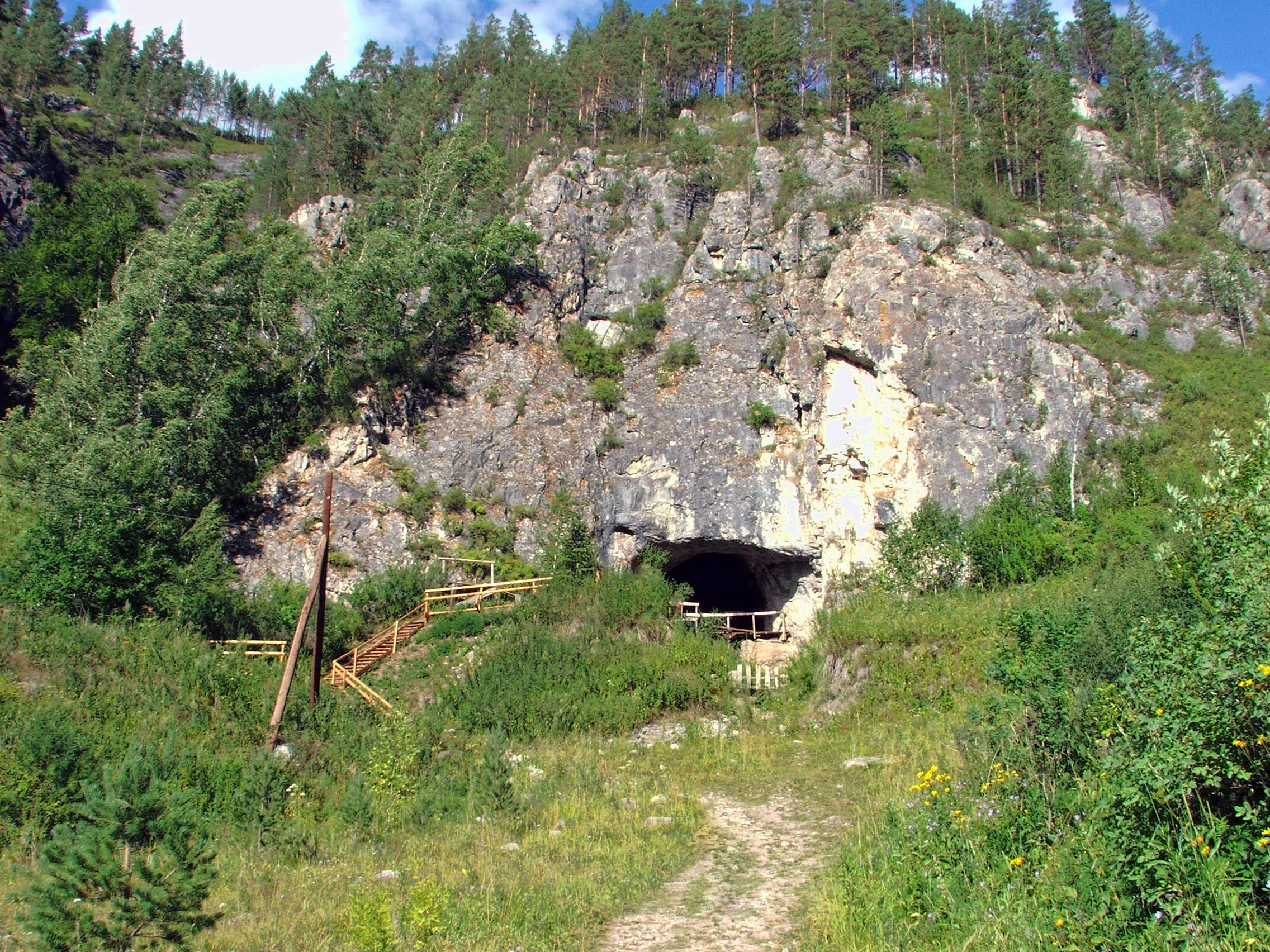
Денисова пещера в 2008 году.

В 2018 году Слон была назначена постдокторантом, работающим над неандертальцами в Институте эволюционной антропологии Макса Планка. Она разрабатывает методы выделения ДНК гомининов из отложений. Её научный руководитель Сванте Паабо расшифровал денисовский ген. Слон посетила Денисову пещеру во время симпозиума, на котором ежегодно раскапывают более тысячи костей.
В качестве своего первого проекта Слон сообщила о ДНК зуба четвёртой когда-либо найденной на Земле особи денисовского человека. Она также возглавляла команду, которая нашла денисовскую ДНК в раскопанной земле, что является альтернативой поиску редких костей гомининов.
В 2018 году Слон и её коллеги опубликовали геном человеческого гибрида Денни (Denisova 11) из Денисовой пещеры. ДНК была извлечена из кости гоминина, найденной в слое среднего плейстоцена. С помощью генетического анализа и радиоуглеродного датирования гоминин был идентифицирован как девочка, родившаяся более 50 000 л. н. от матери-неандерталки и отца-денисовца. Работа освещалась в BBC News, National Geographic, EurekAlert!, журналах «Атлантика» и «Археология».
Слон была выбрана одной из 10 людей года по версии журнала Nature в 2018 году.